# Mustache Pete

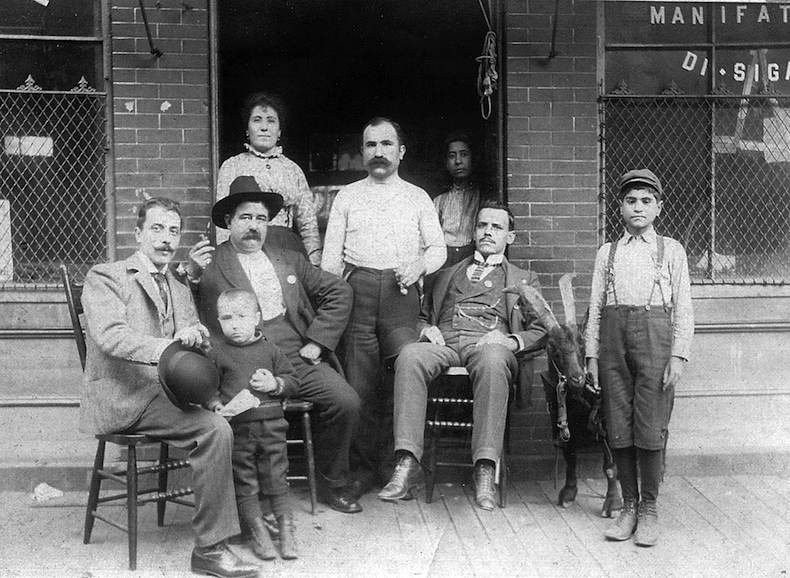
Gangsterul (în centru) era un membru al vechii generații Moustache Pete (c. 1900).

Un Mustache Pete este membru al mafiei siciliene care a emigrat în Statele Unite - în special New York City - la începutul secolului al XX-lea.
Spre deosebire de tinerii sicilieni americani⁠(d), cunoscuți sub denumirea de „Young Turks”, membrii vechii generații de Moustache Petes - numită astfel datorită mustăților mari - au desfășurat primele activități criminale în Italia. Cei mai cunoscuți reprezentanți ai generației au fost Joe „The Boss” Masseria (1886-1931) și Salvatore Maranzano (1886-1931). Aceștia doreau să păstreze tradițiile criminale siciliene în Statele Unite și desfășurau activități ilegale doar cu alți italieni și doar în cartierele populate de familii italiene. Prin urmare, s-au opus abordării membrilor mai tineri care erau dispuși să opereze împreună cu bandele evreiești și irlandeze⁠(d).
Când au realizat că există și alte modalități prin care să obțină venituri uriașe, membrii mai tineri au dorit să-și extindă afacerile, însă vechea generație a înăbușit aceste încercări.
Poziția acestora i-a a devenit problematică pentru tineri precum capos Lucky Luciano (1897-1962) și Vito Genovese (1897-1969). Luciano și alți membri din mafia newyorkeză au stabilit că generația Moustache Pete reprezenta un obstacol în calea milioanelor de dolari care puteau fi obținuți din afacerile cu gangsterii de altă etnie. În timpul războiului Castellammarese (1930–31), Luciano a construit o rețea de mafioți tineri atât în facțiunea lui Masseria, cât și în cea a lui Maranzano. Obiectivul său era să-l asasineze pe cel mai în vârstă dintre ei, iar după o anumită perioadă să-l elimine și pe celălalt. Într-un final, acesta a decis să-l ucidă pe Masseria și a jurat loialitate lui Maranzano.  După asasinarea lui Maranzano pe 10 septembrie 1931 de către susținătorii lui Luciano, noua generație de gangsteri italieni a reorganizat Sindicatul național al crimei și a înființat Comisia.
Jurnaliștii au descris ziua de 10 septembrie 1931 drept „Noaptea Vecerniilor Siciliene”. Câteva zile mai târziu, pe 13 septembrie, cadavrele a doi membri ai grupului condus de Maranzano, Samuel Monaco și Louis Russo, au fost recuperate din Golful Newark; acestea prezentau semne de tortură. Între timp, Joseph Siragusa, liderul mafiei din Pittsburgh, a fost împușcat mortal în propria locuință. Dispariția din 15 octombrie a donului familiei din Los Angeles⁠(d), Joseph Ardizzone⁠(d), va fi mai târziu considerată drept ultima eliminare a unui boss sicilian. În ciuda acestor acțiuni, ideea unei eliminări în masă orchestrate de Luciano a fost respinsă, fiind considerată un mit.